# 秀柱花属
秀柱花属（学名：Eustigma）是金缕梅科下的一个属，为常绿乔木植物。该属共有秀柱花（Eustigma oblongifolium）、褐毛秀柱花（Eustigma balansae）、云南秀柱花（Eustigma lenticellatum）三种，分布于中国西南部至东南部地区以及越南。